# Christiane Grefe

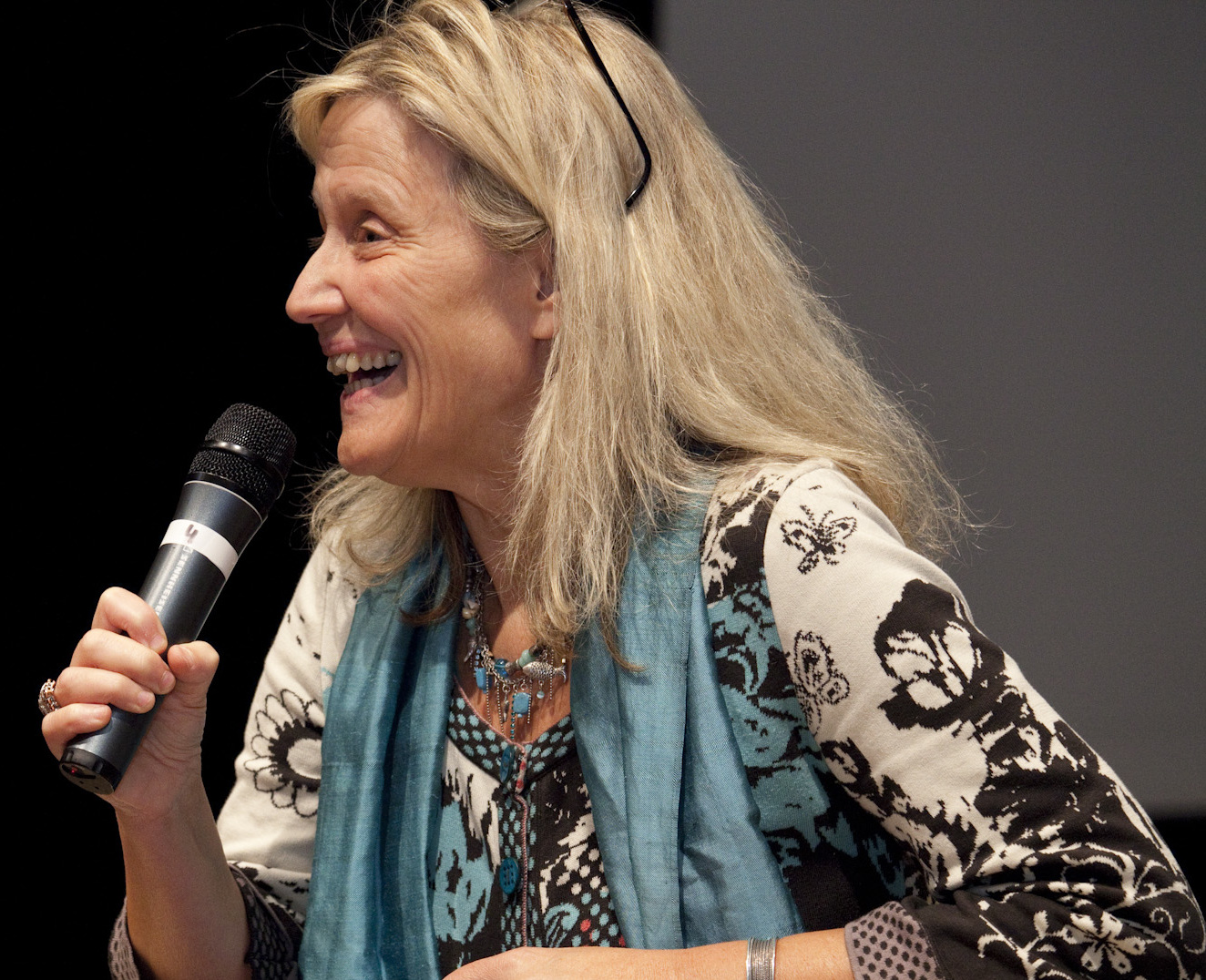
Christiane Grefe, 2011

Christiane Grefe (* 1957 in Lüdenscheid) ist eine deutsche Journalistin und Autorin zahlreicher Sachbücher.
Nach ihrem Abitur 1975 reiste sie ein Jahr durch Australien und Neuseeland. Danach studierte sie Politikwissenschaft, Kommunikationswissenschaft und Amerikanistik an der Deutschen Journalistenschule in München. Von 1982 bis 1987 arbeitete sie als freie Autorin u. a. für epd/Kirche und Rundfunk, die Süddeutsche Zeitung und Natur. Danach war sie bis 1990 Redakteurin bei der Wochenzeitung Die Zeit und von 1991 bis 1994 Redakteurin und Reporterin der Wochenpost. Von 1994 bis 1998 arbeitete Christiane Grefe für das Magazin der Süddeutschen Zeitung. Seit 1999 ist sie Redakteurin und Reporterin im Berliner Büro der Zeitung Die Zeit.
Den Schwerpunkt ihrer Arbeit bilden ökologische und soziale Themen. Für ihr mit Harald Schumann verfasstes Buch Der globale Countdown über die Auswirkungen und Perspektiven der Globalisierung erhielt Christiane Grefe 2009 den Preis Das politische Buch der Friedrich-Ebert-Stiftung.
Für ihr Lebenswerk wurde sie 2024 mit dem Umweltmedienpreis der Deutschen Umwelthilfe ausgezeichnet. Ebenfalls 2024 erhielt sie gemeinsam mit Koautorin Tanja Busse für Der Grund die Auszeichnung Wissensbuch des Jahres.

## Veröffentlichungen
- mit Peter Heller, Martin Herbst & Siegfried Pater: Das Brot des Siegers. Das Hackfleisch-Imperium. Lamuv-Verlag, Bornheim-Merten 1985, ISBN 3-88977-000-2; Taschenbuchausgabe unter dem Titel Das Brot des Siegers. Die Hamburger-Konzerne. ebd. 1987, ISBN 3-88977-134-3.
- Allergien – Leiden an der Umwelt. Konkret-Literatur-Verlag, Hamburg 1985, ISBN 3-922144-42-X.
- mit Andreas Bernstorff (Hrsg.): Zum Beispiel Giftmüll. Lamuv-Verlag, Göttingen 1991, ISBN 3-88977-253-6.
- Rühr mich nicht an. Wenn Kinder mit chronischen Hautkrankheiten leben müssen. Beck, München 1991, ISBN 3-406-34034-2.
- mit Ilona Jerger-Bachmann: „Das blöde Ozonloch“. Kinder und Umweltängste. Mit Serviceteil: Gruppen, Bücher, Filme. Beck, München 1992, ISBN 3-406-34064-4.
- Ende der Spielzeit. Wie wir unsere Kinder verplanen. Rowohlt Berlin, Berlin 1995, ISBN 3-87134-223-8; Rowohlt, Reinbek 1997, ISBN 3-499-60204-0.
- Reisen. Deutscher Taschenbuch-Verlag, München 1998, ISBN 3-423-20163-0.
- mit Carl Amery & Hermann Scheer: Klimawechsel. Von der fossilen zur solaren Kultur. Ein Gespräch. Antje Kunstmann, München 2001, ISBN 3-88897-266-3.
- mit Mathias Greffrath & Harald Schumann: Attac. Was wollen die Globalisierungskritiker? Rowohlt Berlin, Berlin 2002, ISBN 3-87134-451-6; Rowohlt-Taschenbuch-Verlag, Reinbek 2003, ISBN 3-499-61636-X.
  - Kritisch, pragmatisch, gut, Rezension von Stefan Reinecke, die tageszeitung, 21. März 2002
  - Rezension von Lilo Schmitz, socialnet, 6. April 2004
- mit Harald Schumann: Der globale Countdown. Gerechtigkeit oder Selbstzerstörung – die Zukunft der Globalisierung. Kiepenheuer & Witsch, Köln 2008, ISBN 978-3-462-03979-5, Taschenbuchausgabe ebd. 2009, ISBN 978-3-462-04125-5.
  - Globalisierung gestalten, Rezension von Felix Lee, die tageszeitung, 12. Juli 2008
  - Apokalyptische Zuspitzung, Rezension von Wilfried von Bredow, Frankfurter Allgemeine Zeitung, 16. Juli 2008
  - Wer bändigt die globalen Hexenmeister? Rezension von Michael Müller, Frankfurter Rundschau, 2. August 2008
- Global Gardening. Bioökonomie – Neuer Raubbau oder Wirtschaftsform der Zukunft? Antje Kunstmann, München 2016, ISBN 978-3-95614-060-0.
- mit Tanja Busse: Der Grund – Die neuen Konflikte um unsere Böden und wie sie gelöst werden Können. Antje Kunstmann, ISBN 978-3-95614-585-8.